# Veganzones
Veganzones település Spanyolországban, Segovia tartományban. Veganzones Cabezuela, Muñoveros és Turégano községekkel határos. Lakosainak száma 197 fő (2024).

## Népesség
A település népessége az elmúlt években az alábbi módon változott:
| Lakosok száma | 288  | 300  | 278  | 287  | 282  | 265  | 229  | 219  | 212  | 197  |
|               | 2001 | 2004 | 2007 | 2009 | 2012 | 2014 | 2017 | 2019 | 2022 | 2024 |